# Hollywood Party
Pour plus de détails, voir Fiche technique et Distribution.
Hollywood Party est un film musical américain réalisé par : Richard Boleslawski, Allan Dwan, Edmund Goulding, Russell Mack, Charles Reisner, Roy Rowland, George Stevens et Sam Wood. 
Sorti en 1934, c’est le seul film dans lequel Laurel et Hardy font une participation notable depuis la constitution de leur duo comique en 1927. 
Le film intègre également un dessin animé original de Walt Disney de sept minutes, ainsi qu’une courte scène mélangeant animation et prise de vues réelles avec le personnage de Mickey Mouse.

## Synopsis
La star de cinéma de la jungle Schnarzan, un personnage parodique de Tarzan, est informé par son manager qu'il a besoin de nouveaux lions pour ses photos, car ses anciens sont usés. Lors d'une fête hollywoodienne qui bat son plein avec de nombreux invités divers et variés, il repère un fournisseur de lion. Alors que tout devient incontrôlable, Schnarzan se réveille et découvre qu'il est tout simplement le vieux Jimmy Durante, qui a fait un rêve étrange.

## Fiche technique
- Titre original : Hollywood Party
- Réalisation : Allan Dwan, Richard Boleslawski et Roy Rowland
- Scénario : Arthur Kober et Howard Dietz
- Musique : William Axt
- Photographie : James Wong Howe
- Son : Douglas Shearer
- Montage : George Boemler
- Production : Harry Rapf
- Sociétés de production : Metro-Goldwyn-Mayer et Walt Disney Productions (pour les scènes animées)
- Sociétés de distribution : Loews Cineplex
- Pays de production :  États-Unis
- Langue d'origine : anglais américain
- Format : noir et blanc et en couleur (passage en animation) — pellicule : 35 mm — image : 1,37:1 — son : mono
- Genre : comédie, film musical
- Durée : 68 minutes (sept bobines)
- Dates de sortie : 
  - États-Unis : 1er juin 1934
  - France : 21 septembre 1934 [1]

## Distribution
Dans l’ordre du générique :
- Stan Laurel : Stan
- Oliver Hardy : Ollie
- Jimmy Durante : lui-même et Schnarzan
- Jack Pearl : Baron Munchausen
- Polly Moran : Henrietta Clemp
- Charles Butterworth : Harvey Clemp
- Eddie Quillan : Bob Benson
- June Clyde : Linda Clemp
- Mickey Mouse : lui-même
- Lupe Vélez : elle-même
- George Givot : Liondora et le Royal Grand Duc
- Richard Carle : Knapp, l’impresario de Jimmy

Acteurs non crédités :
- Ben Carter : le garçon d'ascenseur
- Baldwin Cooke : un majordome
- Walt Disney : Mickey Mouse (voix)
- Bess Flowers : une invitée à la fête
- Larry Fine : un des chasseurs d'autographes
- Greta Garbo : elle-même (caméo dans le film projeté au cinéma)
- Ferdinand Gottschalk : un des scientifiques
- Ted Healy : le collectionneur de photos de stars
- Curly Howard : un des chasseurs d'autographes
- Moe Howard : un des chasseurs d'autographes
- Tom Kennedy : Beavers, majordome de Jimmy (opposé à Laurel et Hardy)
- Leonid Kinskey : Jake, le chauffeur de taxi
- Tom London : Paul Revere
- Edwin Maxwell : Buddy Goldfarb, le producteur de Liondora
- Jeanne Olsen : elle-même (épouse de Jimmy Durante)
- Jed Prouty : le directeur du cinéma
- Martha Sleeper : Show Girl
- Arthur Treacher : le majordome de Durante
- Robert Young : lui-même - commentateur à la radio